# Ferrovia Santhià-Arona
La ferrovia Santhià-Arona è una linea regionale che diramandosi da Santhià, posta sulla relazione Torino-Milano, consente di collegare Torino e la Svizzera. È una delle tre linee di accesso al Traforo del Sempione.
Lunga 65 km, la linea è priva di traffico dal 2012 e da allora risulta sospesa all'esercizio.

## Storia

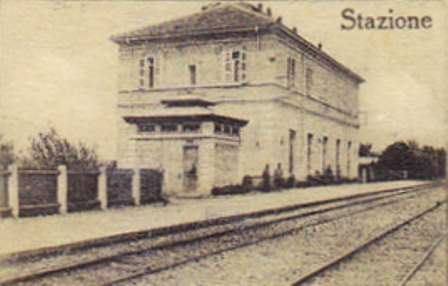
La stazione di Buronzo in una cartolina d'epoca

Il 20 giugno 1870 l'ingegner Tonta presentò lo studio relativo a una "Strada ferrata prealpina" che avrebbe collegato Torino con il Lago Maggiore, il quale favorì una serie di dibattiti sul tema; nel 1884 la possibile costruzione della Santhià-Borgomanero-Sesto Calende, via Arona, venne proposta in sede governativa. Nel mese di febbraio dell'anno seguente, si predisposero i progetti esecutivi dell'intera linea secondo due tracciati: l'uno detto "basso" Santhià-Sesto Calende (meta originaria della linea e da cui ci si sarebbe potuti innestare -via Luino- sulla costruenda Ferrovia del Gottardo) di km.60,944 e l'altro detto "alto" di km 64,012 curati entrambi dall'ing. Giambastiani.
Il secondo progetto fu preferito dal Consiglio Superiore dei Lavori Pubblici ma il Governo non prese alcun provvedimento pratico. Nel 1887 il Consiglio Comunale di Torino sollecitò l'esecuzione almeno del primo tronco della linea, da Santhià a Borgomanero, ritenendola il mezzo più breve di raccordo con la linea del Gottardo, promessa fin dal 1879 dal Governo.
Prima di pervenire alla costruzione del tronco in argomento, il cui tracciato riduceva di 22 km il percorso da Torino ad Arona, via Novara, si dovette attendere ancora. Ci furono l'indisponibilità degli occorrenti finanziamenti, poi contemplati dalla legge del 20 luglio 1888, e forti opposizioni da parte del Ministero competente che pure l'aveva già promessa in precedenza. Con l'apertura della galleria del Sempione aumentarono le richieste di Torino per ottenere almeno il tronco da Santhià a Borgomanero, da prolungare poi fino ad Arona. La concessione della Santhià-Borgomanero-Arona fu accordata al Comune di Torino con la sovvenzione di 5 000 lire annue per chilometro e per 75 anni. La medesima veniva in seguito ceduta alla Rete Mediterranea, che assumeva l'incarico della costruzione e poi dell'esercizio dell'intera linea in base alla Convenzione stipulata con il Governo nel novembre 1901 e approvata con Legge del 30 dicembre seguente.

### Costruzione e inaugurazione

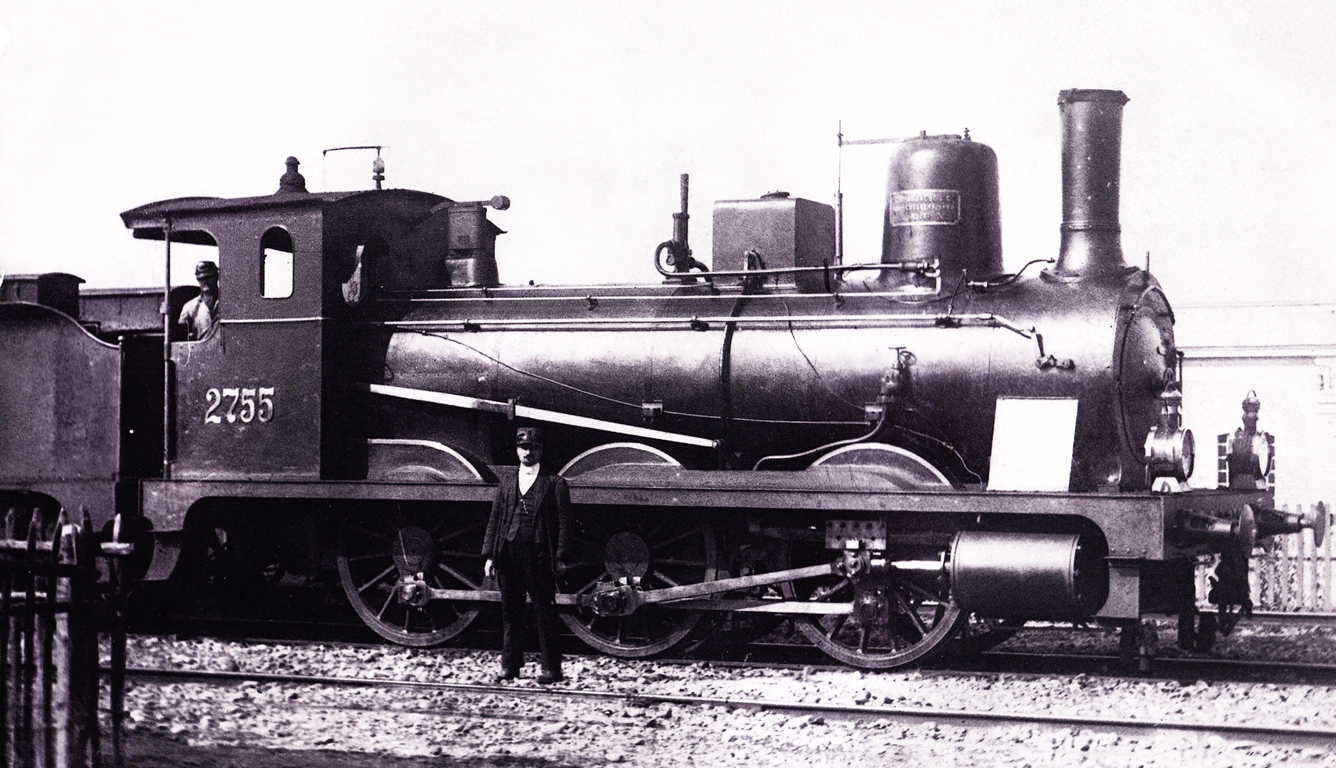
La locomotiva FS 2755 a Gattinara nel 1915

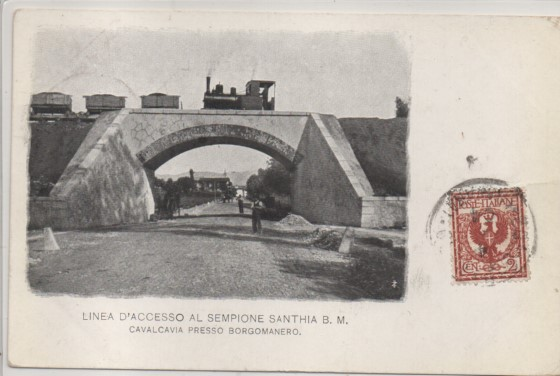
La costruzione della ferrovia a Borgomanero, in una cartolina viaggiata del 1904.

Per l'esecuzione dei lavori la linea venne suddivisa in due tronchi: uno da Santhià a Borgomanero, con sviluppo su terreni diluviali e l'altro da Borgomanero ad Arona, con un percorso in gran parte su terreni morenici, che presentarono difficoltà gravi per l'esecuzione della galleria di Gattico. Allo scopo di contenere la pendenza massima della ferrovia nel limite massimo del 9 per mille, il tracciato del secondo tronco fu sviluppato secondo un percorso maggiore rispetto alla distanza in linea retta fra le due località estreme.
La Rete Mediterranea all'inizio del 1902 incominciò lo studio dei primi tracciati definitivi e l'avvio delle pratiche per l'esproprio dei terreni: la linea doveva essere compiuta in tempo utile, ovvero il 14 maggio 1904, data presunta dell'attivazione della galleria del Sempione e qualora l'apertura della medesima avesse subito ritardi, entro la fine di quello stesso anno. In realtà, a causa delle impreviste e gravi difficoltà tecniche, l'apertura del Sempione slittò al 1º giugno 1906, cosicché fu possibile ultimare in tempo utile i lavori per la costruzione delle linee di accesso. Considerati i tempi, la linea venne ultimata in tempi brevi. Tra le numerose opere d'arte che si dovettero eseguire, ci fu la già menzionata galleria "Gattico" (che sottopassa l'omonimo abitato) di 3.309 metri di lunghezza. Furono inoltre realizzate modifiche alla Stazione di Romagnano Sesia, la cui piattaforma dovette essere rialzata di due metri rispetto a quella del 1883.

### La "Galleria di Gattico" e l'apertura al traffico
I costruttori, considerata la natura dei terreni da attraversare che si rivelò peggiore delle ipotesi previste, convennero di attaccare la collina in cinque punti: ai due imbocchi e da tre pozzi intermedi. Già nel primo tratto lato Borgomanero, iniziato nel Maggio del 1902, si incontrarono terreni eterogenei e conchiglie marine; seguirono, dopo 35 metri in più punti sabbie azzurrognole e gialle compatte, con deboli filtrazioni; man mano si ritrovarono terreni sabbiosi, micacei, ghiaiosi e melmosi accompagnati da ritrovamenti di fossili, legnami e conchiglie marine in presenza di crescenti copiose filtrazioni d'acqua che resero necessarie varie tecniche di allontanamento delle acque sorgive. L'ultimo tratto lato Comignago di 420 metri, venne realizzato, mediante l'affondamento di "cassoni" ad aria compressa, entro i quali costruire la galleria con il suo rivestimento protetto da apposita incamiciatura metallica. Preliminarmente, venne sbancata la collina fino ad una profondità di circa 40 metri (fino al previsto passaggio del "piano del ferro") per consentire l'esecuzione dello stesso. Si adottarono cassoni tanto larghi da consentire di eseguire completamente la muratura di un intero anello di galleria: il cielo della camera di lavoro del cassone, in calcestruzzo armato costituì la platea di appoggio della muratura di rivestimento. Questa tecnica di costruzione, fra le prime in Italia e nel mondo, venne soprannominata "Gatticomaggiatese".
Il 16 gennaio 1905 poté essere attivato il tratto da Santhià a Borgomanero, di 48,421 km e circa un anno dopo il 5 gennaio 1906, quello da Borgomanero ad Arona, di 16,589 km.

### L'esercizio di stato

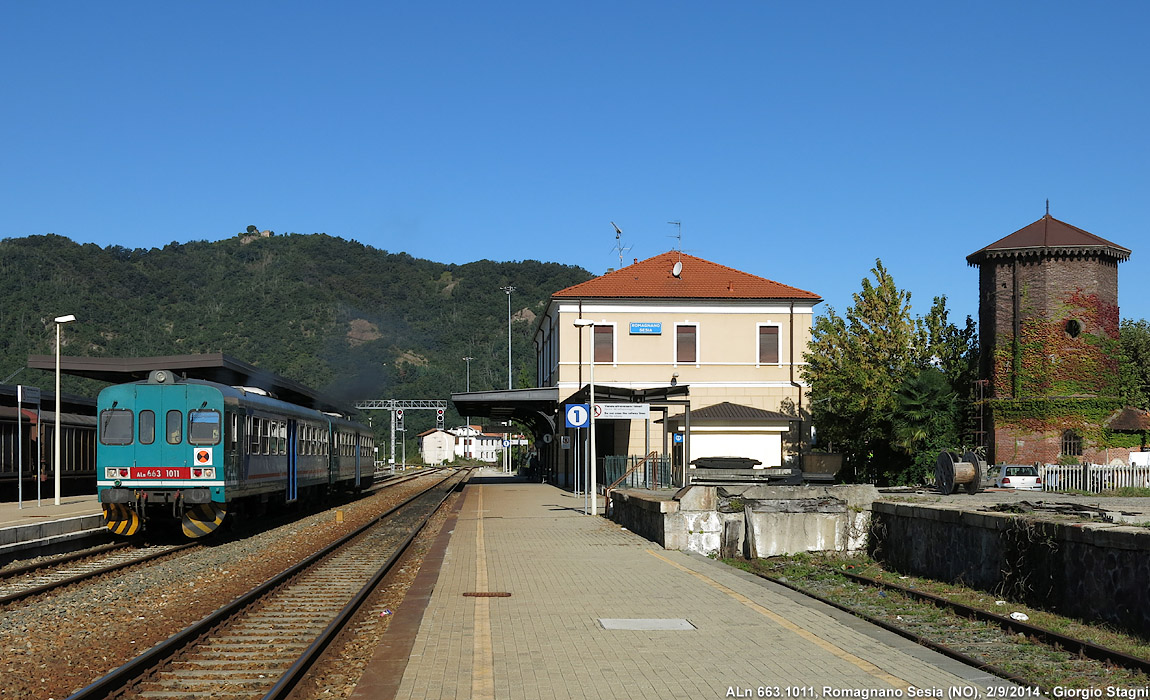
La stazione di Romagnano Sesia. Si noti la caratteristica torre piezometrica in mattoni, lambrecchinata e a pianta ottagonale. Sullo sfondo la collina di Gattinara

La vocazione internazionale della ferrovia, venne confermata dal fatto che nel decennio precedente alla Seconda Guerra Mondiale, essa era percorsa anche da prestigiosi treni internazionali rapidi, tra cui il Berna-Nizza. Al termine del conflitto, la Ferrovia Cuneo-Ventimiglia risultò completamente distrutta da Limone a Breil. Così, già dal Secondo dopoguerra la Ferrovia Santhià-Arona perse gradualmente di importanza relegando la stessa al solo traffico locale e a media distanza. Tuttavia, fino agli anni Duemila erano previste in Orario due coppie di treni che nei giorni festivi collegavano Stresa a Torino Porta Nuova, senza rottura di carico a Santhià, prima che il nuovo passante ferroviario di Torino venisse interdetto al transito dei convogli a trazione termica.
Sopravvissuta pressoché indenne alle due guerre mondiali, la linea subì ingenti danni in seguito alla grande alluvione del novembre 1968, durante la quale crollò la campata lato Santhià del ponte in ferro sul fiume Sesia e ivi ricostruito dal Genio Ferrovieri e collaudato il 20 Novembre 1969, indi riaperto al traffico il 14 Gennaio 1970; postumo, il ponte ferroviario sul torrente Cervo a Buronzo il 21 Dicembre 1974 durante il transito di un treno Locale effettuato da una coppia di Automotrici ALn 668 2400; il ponte venne celermente ricostruito e la linea venne riaperta il 1º maggio 1975. Importanti interventi di ammodernamento tecnologico e di messa in sicurezza vennero attuati tra il 1985 e il 1987, durante i quali venne installato il Comando Centralizzato del Traffico (che conseguì la graduale disabilitazione delle stazioni intermedie e la soppressione del precedente obsoleto sistema del Dirigente Unico)  e la sostituzione delle campate ricostruite post alluvione del ponte sul Sesia, con lo scopo di aumentare il carico massimo per asse ammesso dalla linea, avvenuta tra il 1993 e il 1994, fino ad allora soggetto a rallentamento di velocità, abolito alle ore 11 del 4 settembre 1994. Sul finire degli anni '90 vennero ultimati i lavori di ammodernamento dei piazzali viaggiatori delle stazioni di Romagnano Sesia e Borgomanero, che videro l'installazione di nuovi apparati ACEI. Quest'ultima località venne poi interessata dalla messa in tensione della Ferrovia Novara-Domodossola.
All'inizio degli anni duemila, la gestione della linea passò in carico a Rete Ferroviaria Italiana
Nel 2006, la gestione del Comando Centralizzato del Traffico venne trasferito a Torino Lingotto.

### Sospensione del traffico
Nel 2012, considerati i soli dati di frequentazione, la ferrovia fu inserita dalla Regione Piemonte, in grave crisi finanziaria, fra le linee da escludere dal contratto di servizio con Trenitalia: considerata l'assenza di traffico merci l'intero servizio ferroviario fu pertanto sospeso a partire dal 17 giugno 2012.
Soltanto sei mesi dopo la sospensione al traffico, sulla linea sono state rimosse le barriere nella maggior parte dei passaggi a livello, e a seguire, parti di binario; furono spenti i sistemi di segnalamento luminoso.
A seguito del crollo del ponte stradale di Romagnano Sesia causato dall'alluvione avvenuta il 4 ottobre 2020, è stato ipotizzata di convertire il ponte ferroviario ad uso stradale come alternativa provvisoria.

### Iniziative per la riattivazione
La sospensione del traffico ha portato alla nascita di varie associazioni/gruppi aventi l'obiettivo di far riattivare il servizio, sia tramite richieste agli organi competenti, sia sensibilizzando l'opinione pubblica - tramite incontri, raduni, mostre, etc. - sui benefici che la riattivazione potrebbe dare.
A partire da giugno 2018 sono iniziate le operazioni di pulizia della linea, sulle tratte da Cureggio e Comignago in direzione di Borgomanero, ancora perfettamente armate e in buone condizioni di percorribilità, per permettere il transito e il ricovero di treni cantiere destinati alla manutenzione dell'armamento della ferrovia Domodossola-Novara.
A marzo 2019 vengono avanzate proposte di riattivazione della linea quale parte di collegamento internazionale Torino-Berna, tramite l'utilizzo di convogli dotati di locomotiva bimodale/multimodale (combinazione di locomotiva elettrica e diesel-elettrica, o con altro tipo di alimentazione autonoma onboard, es.: batterie, idrogeno).
A gennaio 2020 veniva lanciata la proposta di iniziare la riattivazione tramite la riconversione di rotabili diesel in versioni ibride batteria-diesel (con il diesel utilizzato solo in ripiego, al termine di carica delle batterie), ricorrendo principalmente a punti di ricarica da fotovoltaico per alimentare il sistema.
A gennaio 2021, in concomitanza con l'anno europeo per la mobilità ferroviaria, la Ferrovia Santhià-Arona è stata inserita nel progetto "Riviera Express" che prevede collegamenti ferroviari di prestigio internazionali diurni e notturni misti viaggiatori+merci che collegherebbero la  Costa Azzurra e il nord Europa a cura dell'"Association pour la renaissance in Europe des "Grands Expréss Européens".
In tal senso, è stata aperta una petizione online nel quale si propone la riapertura di questo corridoio internazionale.
Il 30 novembre 2022 è stato svolto un incontro per discutere sulla riattivazione della linea ferroviaria con la Regione, insieme ad enti territoriali e i vertici delle ferrovie, da cui è stata decisa la riapertura. I costi stimati per il ripristino variano da 36 a 44 milioni di euro, reperibili dai fondi del PNRR, mentre la riapertura è prevista entro il 2025.
Al 28 dicembre 2023 RFI ha deliberato lo stanziamento di 5 milioni di euro per il progetto di fattibilità al fine di cercare di abbreviare le tempistiche necessarie per la riattivazione della linea.

## Caratteristiche
|  | Unknown route-map component "STR+l" | Unknown route-map component "CONTfq" |

| Station on track |

| Unknown route-map component "CONTgq" | Unknown route-map component "ABZglr" | Unknown route-map component "CONTfq" |

| Station on track |

| Small bridge over water |

| Unknown route-map component "CONTgq" | Unknown route-map component "KRZu" | Unknown route-map component "CONTfq" |

| Unknown route-map component "SKRZ-Au" |

| Unknown route-map component "uexCONTgq" | Unknown route-map component "emKRZ" | Unknown route-map component "uexCONTfq" |

| Small bridge over water |

| Station on track |

| Unknown route-map component "STR+l" | Transverse track | Unknown route-map component "KRZo" | Unknown route-map component "CONTfq" |  |

| Unknown route-map component "eABZgl" | Unknown route-map component "ABZ+lr" | Unknown route-map component "ABZgr" |  |  |

| Station on track | Straight track | Station on track |  |  |

| Unknown route-map component "ABZg+l" | One way rightward | Straight track |  |  |

| Continuation forward |  | Straight track |  |  |

| Station on track |

| Unknown route-map component "uexCONTgq" | Unknown route-map component "exmKRZ" | Unknown route-map component "uexCONTfq" |

| Unknown route-map component "exhKRZWae" |

|  | Unknown route-map component "xABZg+l" | Unknown route-map component "CONTfq" |

| Station on track |

| Unknown route-map component "CONTgq" | Unknown route-map component "ABZgr" |  |

| Station on track |

| Small bridge over water |

| Unknown route-map component "CONTgq" | Unknown route-map component "ABZg+r" |  |

| Station on track |

|  | Unknown route-map component "ABZgl" | Unknown route-map component "CONTfq" |

| Unknown route-map component "tSTRa" |

| Unknown route-map component "tSKRZ-A" |

| Unknown route-map component "tSTRe" |

| Station on track |

| Unknown route-map component "dCONTgq" | Unknown route-map component "v-STR+r" | Unknown route-map component "vSTR-" |  |

| Unknown route-map component "vHST-STR" | Unknown route-map component "d" |

| Unknown route-map component "d" | Unknown route-map component "veABZgl-STR" | Unknown route-map component "exSTR+r" |

| Unknown route-map component "dCONTgq" | Unknown route-map component "dSTRq" | Unknown route-map component "vABZg+r-STR" | Unknown route-map component "exSTR" | Unknown route-map component "d" |

| Unknown route-map component "exdCONTgq" | Unknown route-map component "exdSTRq" | Unknown route-map component "evKRZo" | Unknown route-map component "exSTRr" | Unknown route-map component "d" |

| Unknown route-map component "BHFSPLe" | Unknown route-map component "d" |

| Unknown route-map component "d" | One way leftward | Unknown route-map component "CONTfq" |

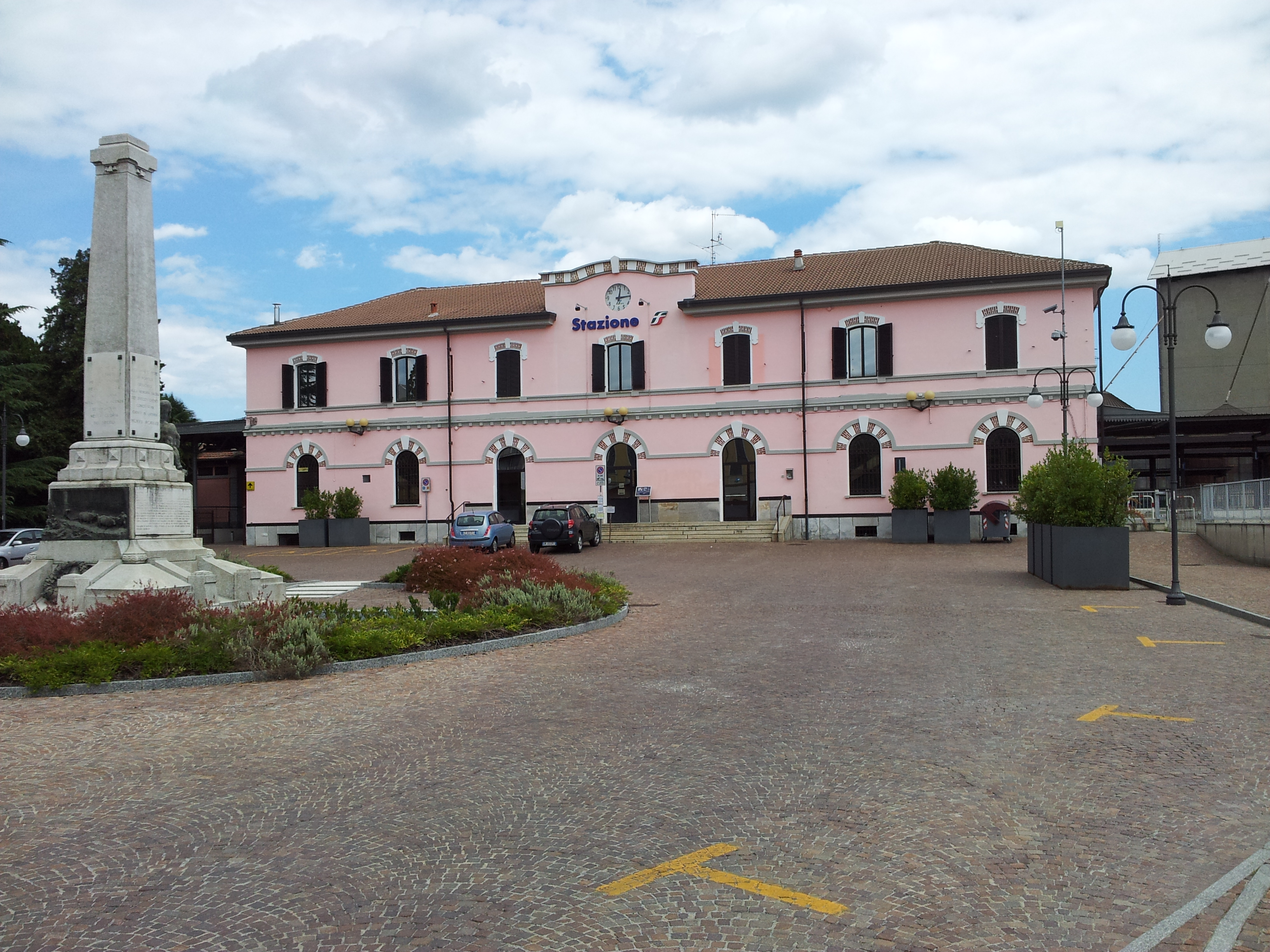
La stazione di Borgomanero

La linea risulta formalmente ancora in carico a RFI che la qualifica come complementare; è una ferrovia a binario unico non elettrificato a scartamento ordinario. La stessa si sviluppa per 65 chilometri con un tracciato ricco di curve, il cui sviluppo complessivo è pari al 31,8 % dello stesso e, nella tratta da Romagnano ad Arona, da alcuni saliscendi con pendenze inferiori al 9 per mille.
Fra le opere d'arte più significative figurano 11 ponti, il maggiore dei quali sul fiume Sesia, costruito a travata metallica di tre luci da 69,50 metri ciascuna; oltre ad esso sono presenti sei gallerie dello sviluppo complessivo di 5.670 metri, 322 fra ponticelli, tombini e sifoni di luce compresa tra uno e otto metri e svariati chilometri di trincee, muri di sostegno sia di sottoscarpa che di controripa, destinati a sostenere l'infrastruttura durante i passaggi a mezza costa e a proteggerla da eventuali cedimenti del fianco collinare.
Le stazioni dispongono di binari di raddoppio lunghi dai 410 agli oltre 650 metri che consentono il ricovero dei rotabili o l'incrocio con convogli di discreta lunghezza; tutte risultano ancora dotate di apparati ACEI, installati dopo i lavori di riclassamento e potenziamento avvenuto attorno alla metà degli anni ottanta quando furono installati il Blocco elettrico automatico Conta Assi e adottato l'esercizio con sistema del CTC con DCO avente sede a Borgomanero fino al 2006, poi trasferito a Torino Lingotto.

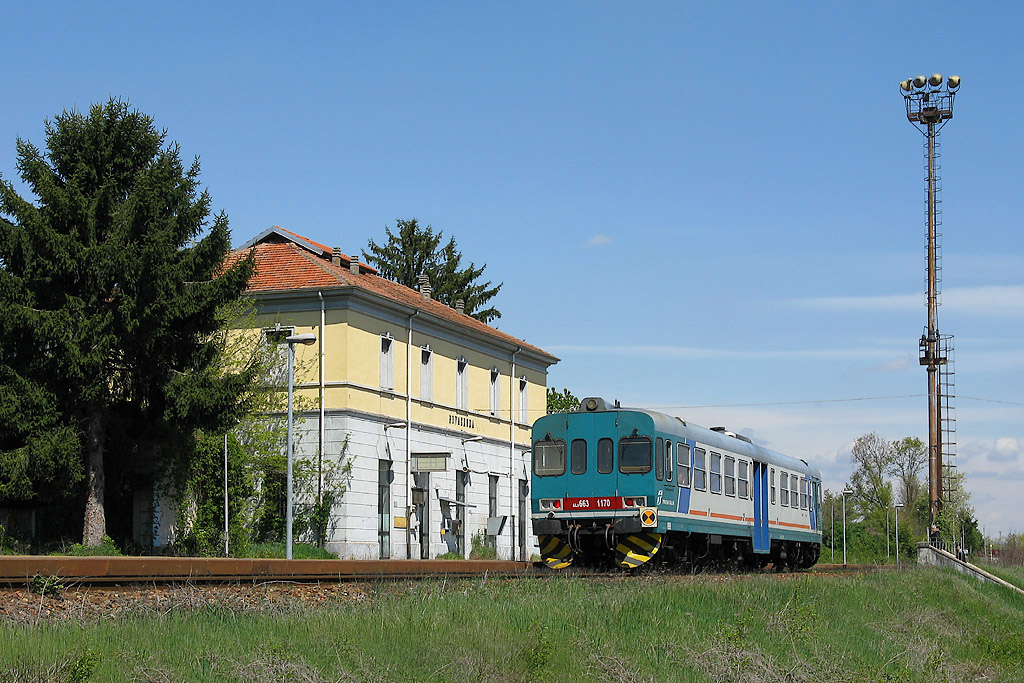
La stazione di Rovasenda, denominata "Alta"

Tre stazioni inoltre costituiscono punto di diramazione con altrettante linee ferroviarie: la stazione di Rovasenda Alta con la Ferrovia Biella-Novara, la stazione di Romagnano Sesia, con la linea Novara-Varallo, quella di Borgomanero con la Novara-Domodossola. Caratteristico è il piazzale merci posto a livello intermedio fra le due stazioni di Rovasenda.
I treni possono raggiungere una velocità massima di 120 km/h in rango A e 130 in rango B, specialmente nella tratta in rettilineo da Rovasenda Alta a Santhià eccetto un transito a 30 km/h in rango A, e di 60 km/h in rango B sul ponte in ferro a tre luci sul torrente Elvo presso Carisio; fra Romagnano e Borgomanero, i convogli in rango A di 105 km/h e in rango B di 110 km/h mentre fra questa ultima località ed il capolinea, la velocità massima ammessa è di 100 km/h in rango A e 105 in rango B.

### Percorso
La linea si stacca dalla stazione di Santhià, diramandosi dalla Ferrovia Torino-Milano puntando in rettilineo verso nord-nord-est in direzione di Gattinara. Dopo la stazione di Carisio il binario supera il torrente Elvo mediante un ponte a travate metalliche a tre luci e si sottopassano la ferrovia AV Torino-Milano e l'autostrada A4.
Nei pressi di Buronzo è oltrepassato il torrente Cervo, con un ponte a tre luci in cemento armato, e quindi la Ferrovia Biella-Novara, con un cavalcavia situato immediatamente prima della radice sud della stazione di Rovasenda Alta.
A Rovasenda le linee Santhià-Arona e Biella-Novara si accostano temporaneamente, creando la configurazione di due stazioni con lo stesso nome, indipendenti e affiancate a quote diverse, costruite da due diverse amministrazioni ferroviarie In occasione del passaggio della Biella-Novara alle FS venne realizzato un breve raccordo di collegamento rimasto operativo fino alla sospensione del traffico della linea; i nomi delle stazioni rimasero identici fino all'inizio del terzo millennio, quando l'impianto della Santhià-Arona fu rinominato Rovasenda Alta.
L'unico raccordo attivo prima della sospensione del traffico era quello militare denominato "Baraggia", situato al km 25+820, in piena linea tra le stazioni di Rovasenda e Gattinara, quest'ultima un tempo raccordata con lo stabilimento Pozzi-Richard-Ginori, dismesso negli anni novanta, che vedeva l'inoltro di carri di argilla per la produzione di gres e la spedizione in loco di treni carichi di sanitari e ceramiche.
Superata la Stazione di Gattinara la linea piega verso est a mezza costa tra le colline coltivate a vigneti e il centro abitato superando il fiume Sesia attraverso un ponte metallico a tre luci e a travate superiori, lungo 198 m, giungendo alla stazione di Romagnano Sesia, punto d'interconnessione con la ferrovia Varallo Sesia-Novara.
Superata la stessa, in direzione nord-nordest la ferrovia supera la collina morenica mediante la galleria detta "Romagnano", scavalcando all'uscita della stessa il torrente "Strona" con un ponte ad una luce; qui il tracciato pressoché curvilineo ma regolare, attraversando un paesaggio boschivo e collinare coltivato anche a vigneto raggiungendo Cureggio e Borgomanero attraverso tre gallerie,configurando un aspetto di "ferrovia di montagna" , rispettivamente denominate "Cascine d'Enea", "Carrata" e "Stornina" molto vicine tra loro e che attraversano colline di discreta altezza. La stazione di Borgomanero è comune alla ferrovia Novara-Domodossola ed è il culmine della linea.
Dopo tale località la ferrovia punta verso est, con un tracciato curvilineo, attraversando ancora boschi e campi coltivati a mais. La collina sulla quale sorge l'abitato di Gattico viene attraversata dalla galleria omonima, le cui tecniche di costruzione sono sopra descritte. All'uscita della galleria sottopassata l'Autostrada A26. La linea piega poi a sud lambendo la stazione di Comignago e successivamente, dopo la breve galleria "Campagnola" in territorio del comune di Borgo Ticino, si avvicina alla ferrovia Novara-Arona raggiungendo la stazione di Arona, sulla ferrovia Domodossola-Milano.

## Traffico
La linea ferroviaria era servita da Trenitalia e tutti i treni erano classificati come regionali.
Fino al 2010, la linea era interessata da alcune relazioni dirette tra le località di Torino, Arona e Stresa nei giorni festivi. Tale servizio fu poi soppresso a causa del divieto di circolazione dei treni diesel nella stazione sotterranea di Torino Porta Susa.
Il servizio merci era costituito da trasporti militari da e per il comprensorio militare ubicato presso Rovasenda mediante il "Raccordo Baraggia", derrate cerealicole, solventi e idrocarburi diretti rispettivamente alla Molini Saini di Borgomanero e allo stabilimento Bemberg di Gozzano, argilla e legnami per gli stabilimenti produttori di gres e ceramiche e le falegnamerie ubicate nell'area tra Rovasenda e Gattinara, all'epoca raccordati alla ferrovia.

## Materiale rotabile
La serie appartenente alle FS 270, già RA 350 (progettate dall'Ufficio Studi Locomotive di Firenze), del tipo francese delle Borbonese sviluppato dalla società francese Paris Lyon par le Bourbonnais (poi confluita nella Compagnie Parys-Lyon-Mèditerranèe), con rodiggio C e dal tender separato, furono in assoluto le prime locomotive che circolarono sulla Santhià-Arona alla trazione dei treni viaggiatori e merci di media composizione.
Dagli anni dieci agli anni settanta del XX secolo, la trazione venne affidata alle locomotive a vapore 640 del deposito locomotive di Torino Smistamento e del deposito di Novara; le prime erano titolari delle relazioni Torino-Arona alle quali erano unite sezioni di carrozze dirette per Berna, Ginevra e Dortmund che nella stazione di Arona venivano agganciate ai convogli internazionali da e per Milano Centrale.
Già dal secondo dopoguerra la linea fu esercita progressivamente con automotrici, la cui serie variava con l’avanzare degli anni. Questa variò dalle ALn 772, ALn 773, e dalle ALn 668 (di costruzione Breda) fino agli anni duemila (escluse le serie 1900, 1200 e 1600). Non mancarono eccezionali transiti di ALn 990 OM e delle automotrici FS ALn 442-448. Negli anni '80 entrarono in circolazione le ALn 663, sia nei servizi locali, sia nei servizi diretti e infine i più moderni treni Minuetto, che percorsero i binari della Santhià-Arona espletando servizi viaggiatori prevalentemente locali. Pur tuttavia, le relazioni dirette Torino-Arona, Torino-Domodossola (via Santhià-Borgomanero) erano svolte sia con automotrici sia con materiale ordinario trainato dalle locomotive diesel D.345. Gli stessi erano impiegati sulla linea anche per il servizio merci e per le manovre nelle località di servizio.